# Liste von Bergwerken in der Umgebung von Goslar
Die Liste von Bergwerken in der Umgebung von Goslar enthält eine Übersicht der Bergwerke, Stollen und Schächte im Stadtgebiet und in den umliegenden Stadtteilen von Goslar am Harz.
Der Bergbau bei Goslar begann wahrscheinlich bereits vor drei Jahrtausenden an der Rammelsberger Buntmetalllagerstätte und endete auch dort am 30. Juni 1988. In der weiteren Umgebung von Goslar wurden über viele Jahrhunderte auch Gangerzlagerstätten vom Oberharzer Typus, Dachschiefervorkommen oder Eisenerze ausgebeutet.

## StadtgebietGoslar
| Name                                                            | Abbau von                                | Lagerstätte/Revier               | Größte Teufe | Länge | Betreibende Gesellschaft    | Beginn   | Ende | Geographische Lage           | Anmerkungen/Literatur |
| --------------------------------------------------------------- | ---------------------------------------- | -------------------------------- | ------------ | ----- | --------------------------- | -------- | ---- | ---------------------------- | --------------------- |
| Grube am Töberschekopf, Stollen                                 | vermutlich silberhaltiger Bleiglanz      | Hahnenkleer Gangzug              |              |       |                             |          |      | 51° 52′ 1″ N, 10° 22′ 15″ O  |                       |
| Grube am Töberschekopf, Pinge (1)                               | vermutlich silberhaltiger Bleiglanz      | Hahnenkleer Gangzug              |              |       |                             |          |      | 51° 52′ 0″ N, 10° 22′ 13″ O  |                       |
| Grube am Töberschekopf, Pinge (2)                               | vermutlich silberhaltiger Bleiglanz      | Hahnenkleer Gangzug              |              |       |                             |          |      | 51° 51′ 59″ N, 10° 22′ 9″ O  |                       |
| Grube Catrina Elisabeth                                         | vermutlich silberhaltiger Bleiglanz      | Gegentaler Gangzug               |              |       | Lehnschaft                  |          |      | 51° 52′ 22″ N, 10° 21′ 49″ O |                       |
| Grube Gelbe Lilie                                               |                                          |                                  |              |       |                             |          |      | 51° 52′ 11″ N, 10° 21′ 29″ O |                       |
| Grube Glockenberg                                               | Dachschiefer, Schiefermehl               | Wissenbacher Schiefer            | 150 m        |       | August Prelle Baustoff GmbH | 1897     | 1969 | 51° 52′ 48″ N, 10° 22′ 51″ O | [ 1 ]                 |
| Grube Großfürstin Alexandra                                     | Nickelerz                                | Schleifsteintaler Gangzug        |              |       |                             |          |      |                              |                       |
| Grube Nordberg                                                  | Dachschiefer                             | Wissenbacher Schiefer            |              |       | Zementwerk Germania Misburg | 1848     | 1975 | 51° 54′ 44″ N, 10° 24′ 16″ O | [ 2 ]                 |
| Erzbergwerk Rammelsberg                                         | Bleiglanz, Zinkblende, Kupferkies, Baryt | Altes und Neues Rammelsberglager |              |       | Preussag AG Metall          | 968      | 1988 |                              |                       |
| Ratsschiefergrube, Obere, mittlere und untere Grube am Hohekehl | Dachschiefer                             | Wissenbacher Schiefer            |              |       | Stadt Goslar                | vor 1317 | 1896 |                              | Tagebau.              |
| Schacht (1)                                                     | vermutlich silberhaltiger Bleiglanz      | Gegentaler Gangzug               |              |       |                             |          |      | 51° 52′ 12″ N, 10° 22′ 52″ O |                       |
| Schacht auf Eisensteingang (1)                                  | vermutlich Limonit oder Siderit          | Hahnenkleer Gangzug              |              |       |                             |          |      | 51° 51′ 47″ N, 10° 22′ 52″ O |                       |
| Schacht auf Eisensteingang (2)                                  | vermutlich Limonit oder Siderit          | Hahnenkleer Gangzug              |              |       |                             |          |      | 51° 51′ 47″ N, 10° 22′ 53″ O |                       |
| Stollen (1)                                                     |                                          |                                  |              |       |                             |          |      | 51° 51′ 53″ N, 10° 22′ 59″ O |                       |
| Stollen auf Eisensteingang (1)                                  | vermutlich Limonit oder Siderit          | Hahnenkleer Gangzug              |              |       |                             |          |      | 51° 51′ 47″ N, 10° 22′ 54″ O |                       |
| Stollen auf Eisensteingang (2)                                  | vermutlich Limonit oder Siderit          | Hahnenkleer Gangzug              |              |       |                             |          |      | 51° 51′ 46″ N, 10° 22′ 54″ O |                       |
| Stollen (Neuwerker Versuch)                                     | vermutlich silberhaltiger Bleiglanz      | Gegentaler Gangzug               |              |       |                             |          |      | 51° 52′ 47″ N, 10° 21′ 40″ O |                       |
| Tiefer Stollen (Neuwerker Versuch)                              | vermutlich silberhaltiger Bleiglanz      | Gegentaler Gangzug               |              |       |                             |          |      | 51° 52′ 45″ N, 10° 21′ 44″ O |                       |

## Hahnenklee-Bockswiese
| Name                                                                          | Abbau von                               | Lagerstätte/Revier                       | Größte Teufe                                       | Länge   | Betreibende Gesellschaft                              | Beginn   | Ende                  | Geographische Lage                                           | Anmerkungen/Literatur                                                                                             |
| ----------------------------------------------------------------------------- | --------------------------------------- | ---------------------------------------- | -------------------------------------------------- | ------- | ----------------------------------------------------- | -------- | --------------------- | ------------------------------------------------------------ | --- |
| Alter Gesellschafter Schacht (1)                                              | vermutlich silberhaltiger Bleiglanz     | Bockswieser Gangzug                      |                                                    |         | Lehnschaft, Gewerkschaft, Fiskus / Preussag AG Metall |          | 1680                  | 51° 50′ 54″ N, 10° 20′ 1″ O                                  | |
| Alter Gesellschafter Schacht (2)                                              | silberhaltiger Bleiglanz                | Bockswieser Gangzug                      |                                                    |         |                                                       |          |                       | 51° 51′ 7″ N, 10° 20′ 14″ O                                  | |
| Alter Gesellschafter Stollen                                                  | vermutlich silberhaltiger Bleiglanz     | Bockswieser Gangzug                      |                                                    |         |                                                       |          |                       | 51° 51′ 5″ N, 10° 20′ 14″ O                                  | |
| Alter Treibschacht                                                            | silberhaltiger Bleiglanz                | Bockswieser Gangzug                      |                                                    |         | Fiskus, Preussag AG Metall                            |          | 1931                  | 51° 50′ 51″ N, 10° 20′ 53″ O                                 | |
| Alte Schächte (1)                                                             | vermutlich silberhaltiger Bleiglanz     | Bockswieser Gangzug                      |                                                    |         |                                                       |          |                       | 51° 50′ 58″ N, 10° 20′ 15″ O                                 | |
| Alte Schächte (2)                                                             | vermutlich silberhaltiger Bleiglanz     | Bockswieser Gangzug                      |                                                    |         |                                                       |          |                       | 51° 50′ 58″ N, 10° 20′ 15″ O                                 | |
| August-Stollen                                                                | vermutlich silberhaltiger Bleiglanz     | Bockswieser Gangzug                      |                                                    |         | Fiskus, Preussag AG Metall                            |          |                       | 51° 50′ 55″ N, 10° 19′ 48″ O                                 | → Grube Bockswiese.                                                                                               |
| Eisensteinschacht (1)                                                         | vermutlich Limonit oder Siderit         | Bockswieser Gangzug                      |                                                    |         |                                                       |          |                       | 51° 50′ 33″ N, 10° 21′ 2″ O                                  | |
| Eisensteinschacht (2)                                                         | vermutlich Limonit oder Siderit         | Bockswieser Gangzug                      |                                                    |         | Lehnschaft                                            |          |                       | 51° 50′ 49″ N, 10° 20′ 54″ O                                 | |
| Erbtiefster Schacht                                                           | silberhaltiger Bleiglanz                | Bockswieser Gangzug                      |                                                    |         | Fiskus, Preussag AG Metall                            |          | 1931                  | 51° 50′ 51″ N, 10° 19′ 58″ O                                 | → Grube Bockswiese.                                                                                               |
| Farbegrube, Förderstollen                                                     | vermutlich silberhaltiger Bleiglanz     | Bockswieser Gangzug                      |                                                    |         |                                                       |          |                       | 51° 50′ 35″ N, 10° 21′ 4″ O                                  | |
| Farbegrube, Pinge                                                             | vermutlich silberhaltiger Bleiglanz     | Bockswieser Gangzug                      |                                                    |         |                                                       |          |                       | 51° 50′ 36″ N, 10° 21′ 4″ O                                  | |
| Farbegrube, Schacht (1)                                                       | vermutlich silberhaltiger Bleiglanz     | Bockswieser Gangzug                      |                                                    |         |                                                       |          |                       | 51° 50′ 36″ N, 10° 21′ 4″ O                                  | |
| Farbegrube, Schacht (2)                                                       | vermutlich silberhaltiger Bleiglanz     | Bockswieser Gangzug                      |                                                    |         |                                                       |          |                       | 51° 50′ 35″ N, 10° 21′ 4″ O                                  | |
| Flaches Lichtloch auf dem Herzog-Georg-Wilhelmer Gang                         | vermutlich silberhaltiger Bleiglanz     | Bockswieser Gangzug                      |                                                    |         | Gewerkschaft, Fiskus, Preussag AG Metall              |          |                       | 51° 50′ 51″ N, 10° 20′ 24″ O                                 | |
| Grube (Alter) Brauner Hirsch                                                  | silberhaltiger Bleiglanz, Kupferkies    | Bockswieser Gangzug                      | 70 m                                               | 190 m   |                                                       | 1690     | vor 1755              | 51° 51′ 2″ N, 10° 20′ 27″ O                                  | |
| Grube Aufrichtigkeit                                                          | vermutlich silberhaltiger Bleiglanz     | Hahnenkleer Gangzug                      | 42 m                                               |         |                                                       | 1741     | 1761                  |                                                              | |
| Grube Baucassenglück und Louise-Amalie, Radstube                              | silberhaltiger Bleiglanz                | Hahnenkleer Gangzug (Morgenröther Gang)  |                                                    |         | Lehnschaft                                            | vor 1784 | nach 1799             | 51° 51′ 24″ N, 10° 20′ 25″ O 51.856666666667 10.340277777778 | |
| Grube Baucassenglück und Louise-Amalie, (Schacht oder Stollen) Amalia         | silberhaltiger Bleiglanz                | Hahnenkleer Gangzug (Morgenröther Gang)  |                                                    |         | Lehnschaft, später Preussag AG Metall                 |          | 1784                  | 51° 51′ 26″ N, 10° 20′ 27″ O                                 | |
| Grube Beständigkeit                                                           | silberhaltiger Bleiglanz                | Hahnenkleer Gangzug                      | 90 m                                               |         |                                                       | 1739     | 1816                  |                                                              | |
| Grube Bockswiese oder Grube Herzog August und Johann Friedrich                | silberhaltiger Bleiglanz                | Bockswieser Gangzug                      | 430 m                                              |         | Preussag AG Metall                                    | 1681     | 1931                  |                                                              | |
| Grube Brauner Hirsch                                                          | silberhaltiger Bleiglanz und Kupferkies | Bockswieser Gangzug                      | 70 m                                               |         | Fiskus, Preussag AG Metall                            | 1690     | 1755                  | 51° 50′ 55″ N, 10° 19′ 33″ O                                 | → Grube Bockswiese.                                                                                               |
| Grube Brauner Hirsch, Tagesstollen                                            | silberhaltiger Bleiglanz, Kupferkies    | Bockswieser Gangzug                      |                                                    |         | Fiskus, Preussag AG Metall                            |          | 1830                  | 51° 50′ 54″ N, 10° 19′ 38″ O                                 | |
| Grube Christiane Sophie                                                       | silberhaltiger Bleiglanz                | Bockswieser Gangzug                      |                                                    |         |                                                       |          |                       | 51° 51′ 2″ N, 10° 20′ 10″ O                                  | |
| Grube Der Güldene Esel                                                        | vermutlich silberhaltiger Bleiglanz     | Bockswieser Gangzug                      |                                                    |         | Fiskus                                                |          |                       | 51° 50′ 41″ N, 10° 18′ 53″ O                                 | |
| Grube Elisabeth Julians                                                       | silberhaltiger Bleiglanz                | Bockswieser Gangzug                      |                                                    |         |                                                       | 1676     | 1680                  | 51° 50′ 33″ N, 10° 20′ 27″ O                                 | Zusammenlegung mit der Grube Die Treue.                                                                           |
| Grube Friedberg, Schacht                                                      | vermutlich silberhaltiger Bleiglanz     | Hahnenkleer Gangzug (Morgenröther Gang)  |                                                    |         | Lehnschaft, Gewerkschaft                              |          | 1675                  | 51° 51′ 24″ N, 10° 22′ 10″ O                                 | |
| Grube Friedberg, Stollen (1)                                                  | vermutlich silberhaltiger Bleiglanz     | Hahnenkleer Gangzug (Morgenröther Gang)  |                                                    |         | Lehnschaft, Gewerkschaft                              |          | 1675                  | 51° 51′ 22″ N, 10° 22′ 5″ O                                  | |
| Grube Friedberg, Stollen (2)                                                  | vermutlich silberhaltiger Bleiglanz     | Hahnenkleer Gangzug (Morgenröther Gang)  |                                                    |         | Lehnschaft, Gewerkschaft                              |          | 1675                  | 51° 51′ 23″ N, 10° 22′ 11″ O                                 | |
| Grube Fürst Jobst Edmund                                                      | vermutlich silberhaltiger Bleiglanz     | Hahnenkleer Gangzug                      |                                                    |         | Bischof Jobst Edmund von Brabeck                      |          | 1699                  | 51° 51′ 43″ N, 10° 21′ 16″ O                                 | |
| Grube Fürst Jobst Edmund, Rösche                                              | vermutlich silberhaltiger Bleiglanz     | Hahnenkleer Gangzug                      |                                                    |         | Bischof Jobst Edmund von Brabeck                      |          | vor 1700              | 51° 51′ 43″ N, 10° 21′ 14″ O                                 | |
| Grube Grüne Linde, Alter Grünlindener (Schacht oder Stollen)                  | silberhaltiger Bleiglanz                | Bockswieser Gangzug                      |                                                    |         | Lehnschaft, Fiskus, Preussag AG Metall                | 1693     | 1696                  | 51° 50′ 32″ N, 10° 20′ 35″ O                                 | |
| Grube Grüne Linde, Neuer Grünlindener (Stollen 1)                             | silberhaltiger Bleiglanz                | Bockswieser Gangzug                      |                                                    | 125 m   | Fiskus, Preussag AG Metall                            | 1720     | 1724                  | 51° 50′ 29″ N, 10° 20′ 49″ O                                 | |
| Grube Grüne Linde, Neuer Grünlindener (Stollen 2)                             | silberhaltiger Bleiglanz                | Bockswieser Gangzug                      |                                                    | 125 m   | Fiskus, Preussag AG Metall                            | 1720     | 1724                  | 51° 50′ 29″ N, 10° 20′ 51″ O                                 | |
| Grube Haus Hannover                                                           | silberhaltiger Bleiglanz                | Bockswieser Gangzug                      |                                                    |         | Lehnschaft, Fiskus, Preussag AG Metall                | 1718     | nach 1721             | 51° 50′ 26″ N, 10° 21′ 11″ O                                 | |
| Grube Haus Hannover, Alter Stollen                                            | silberhaltiger Bleiglanz                | Bockswieser Gangzug                      |                                                    |         | Lehnschaft, Fiskus, Preussag AG Metall                |          |                       | 51° 50′ 25″ N, 10° 21′ 8″ O                                  | |
| Grube Haus Hannover, Pinge (1)                                                | silberhaltiger Bleiglanz                | Bockswieser Gangzug                      |                                                    |         |                                                       |          |                       | 51° 50′ 26″ N, 10° 21′ 10″ O                                 | |
| Grube Haus Hannover, Pinge (2)                                                | silberhaltiger Bleiglanz                | Bockswieser Gangzug                      |                                                    |         |                                                       |          |                       | 51° 50′ 26″ N, 10° 21′ 11″ O                                 | |
| Grube Haus Wolfenbüttel, Haus Wolfenbütteler (Schacht)                        | silberhaltiger Bleiglanz                | Bockswieser Gangzug                      | 60 m                                               |         | Fiskus, Preussag AG Metall                            | 1718     | nach 1760             | 51° 50′ 33″ N, 10° 20′ 48″ O                                 | |
| Grube Hermann                                                                 | vermutlich silberhaltiger Bleiglanz     | Bockswieser Gangzug                      |                                                    |         |                                                       | 1681     | 1696                  |                                                              | |
| Grube Herzog Anton Ulrich                                                     | silberhaltiger Bleiglanz                | Bockswieser Gangzug                      | 210 m                                              |         | Gewerkschaft, Fiskus, Preussag AG Metall              | 1673     | 1931                  | 51° 50′ 46″ N, 10° 20′ 12″ O                                 | → Grube Bockswiese.                                                                                               |
| Grube Herzog Anton Ulrich, Anton-Ulrich-Stollen, Härme, Hermer, Hermann       | silberhaltiger Bleiglanz                | Bockswieser Gangzug                      |                                                    |         | Gewerkschaft, Preussag AG Metall                      |          | 1697                  | 51° 50′ 44″ N, 10° 20′ 22″ O                                 | |
| Grube Herzog Anton Ulrich, Anton-Ulrich-Stollen, Lichtloch                    |                                         | Bockswieser Gangzug                      |                                                    |         | Preussag AG Metall                                    | 1721     |                       | 51° 50′ 49″ N, 10° 20′ 10″ O                                 | |
| Grube Herzog Anton Ulrich, Anton-Ulrich-Stollen-Rösche                        | silberhaltiger Bleiglanz                | Bockswieser Gangzug                      |                                                    |         | 1660                                                  |          |                       | 51° 50′ 31″ N, 10° 20′ 55″ O                                 | Der Anton-Ulrich-Stollen war ursprünglich ein Wasserlösungsstollen und wurde später zu einem Wasserlauf umgebaut. |
| Grube Herzog Anton Ulrich, Streckeneinbruch                                   | silberhaltiger Bleiglanz                | Bockswieser Gangzug                      |                                                    |         | Preussag AG Metall                                    |          |                       | 51° 50′ 46″ N, 10° 20′ 16″ O                                 | |
| Grube Herzog August                                                           | silberhaltiger Bleiglanz                | Bockswieser Gangzug                      | 75 m                                               |         | Fiskus / Preussag AG Metall                           | 1663     | 1681                  | 51° 50′ 51″ N, 10° 19′ 56″ O                                 | Nachfolgegrube: Grube Herzog August und Johann Friedrich (→ Grube Bockswiese).                                    |
| Grube Herzog August Wilhelm                                                   | silberhaltiger Bleiglanz                | Bockswieser Gangzug                      |                                                    |         |                                                       | 1672     | 1738                  |                                                              | |
| Grube Herzog Georg Wilhelm (1)                                                | silberhaltiger Bleiglanz                | Bockswieser Gangzug                      |                                                    |         | Fiskus / Preussag AG Metall                           | 1664     | 1718                  | 51° 50′ 54″ N, 10° 19′ 52″ O                                 | → Grube Bockswiese.                                                                                               |
| Grube Herzog Georg Wilhelm (2)                                                | silberhaltiger Bleiglanz                | Bockswieser Gangzug                      |                                                    |         | Gewerkschaft, Fiskus, Preussag AG Metall              |          | 1686                  | 51° 50′ 46″ N, 10° 20′ 42″ O                                 | |
| Grube Herzog Georg Wilhelm, Tagesrösche                                       | silberhaltiger Bleiglanz                | Bockswieser Gangzug                      |                                                    |         |                                                       |          |                       | 51° 50′ 48″ N, 10° 20′ 38″ O                                 | |
| Grube Herzogin Philippina Charlotte                                           | silberhaltiger Bleiglanz                | Hahnenkleer Gangzug                      |                                                    | 50 m    |                                                       | 1745     | 1802                  | 51° 51′ 43″ N, 10° 20′ 54″ O                                 | |
| Grube Herzogin Philippina Charlotte, Oberer Stollen                           | silberhaltiger Bleiglanz                | Hahnenkleer Gangzug                      |                                                    |         |                                                       |          |                       | 51° 51′ 41″ N, 10° 21′ 5″ O                                  | |
| Grube Herzogin Philippina Charlotte, Unterer Stollen                          | silberhaltiger Bleiglanz                | Hahnenkleer Gangzug                      |                                                    |         |                                                       |          |                       | 51° 51′ 43″ N, 10° 20′ 58″ O                                 | |
| Grube Herzog Johann Friedrich                                                 | silberhaltiger Bleiglanz                | Bockswieser Gangzug                      | 40 m                                               |         | Fiskus / Preussag AG Metall                           | 1670     | 1681                  | 51° 50′ 50″ N, 10° 19′ 47″ O                                 | Nachfolgegrube: Grube Herzog August und Johann Friedrich (→ Grube Bockswiese).                                    |
| Grube Johann Georg                                                            | silberhaltiger Bleiglanz                | Hahnenkleer Gangzug                      |                                                    | 50 m    |                                                       | 1748     | nach 1754             | 51° 51′ 43″ N, 10° 20′ 56″ O                                 | |
| Grube König Wilhelm und Herzog Wilhelm, Lucia Tagesstollen (1)                | vermutlich silberhaltiger Bleiglanz     | Hahnenkleer Gangzug                      |                                                    |         | Günter Horn aus Berlin                                |          |                       | 51° 51′ 44″ N, 10° 21′ 0″ O                                  | |
| Grube König Wilhelm und Herzog Wilhelm, Lucia Tagesstollen (2)                | vermutlich silberhaltiger Bleiglanz     | Hahnenkleer Gangzug                      |                                                    |         | Günter Horn aus Berlin                                |          | 1918                  | 51° 51′ 44″ N, 10° 20′ 58″ O                                 | |
| Grube Landes Herrn                                                            |                                         | Bockswieser Gangzug                      |                                                    |         |                                                       |          |                       |                                                              | |
| Grube Landeswohlfahrt, Mittlerer Stollen                                      | vermutlich silberhaltiger Bleiglanz     | Bockswieser Gangzug                      |                                                    |         |                                                       |          |                       | 51° 50′ 56″ N, 10° 21′ 24″ O                                 | |
| Grube Landeswohlfahrt, Oberer Stollen                                         | vermutlich silberhaltiger Bleiglanz     | Bockswieser Gangzug                      |                                                    |         |                                                       |          |                       | 51° 50′ 55″ N, 10° 21′ 26″ O                                 | |
| Grube Landeswohlfahrt, Stollen                                                |                                         |                                          |                                                    |         | Lehnschaft August Michaelis                           |          |                       | 51° 50′ 14″ N, 10° 20′ 33″ O                                 | |
| Grube Landeswohlfahrt, Tiefer Stollen                                         | vermutlich silberhaltiger Bleiglanz     | Bockswieser Gangzug                      |                                                    |         |                                                       |          |                       | 51° 50′ 57″ N, 10° 21′ 22″ O                                 | |
| Grube Lehnschaft Glückauf, Schacht                                            | silberhaltiger Bleiglanz                | Hahnenkleer Gangzug                      |                                                    |         |                                                       |          |                       | 51° 51′ 32″ N, 10° 23′ 16″ O                                 | |
| Grube Morgenröthe                                                             | silberhaltiger Bleiglanz                | Hahnenkleer Gangzug (Morgenröther Gang)  |                                                    |         | Lehnschaft, Gewerkschaft, Preussag AG Metall          | 1679     | nach 1684             | 51° 51′ 30″ N, 10° 20′ 28″ O                                 | |
| Grube Neue Gesellschaft                                                       | silberhaltiger Bleiglanz                | Bockswieser Gangzug                      | 135 m                                              |         | Lehnschaft                                            | 1670     | 1745                  | 51° 50′ 47″ N, 10° 19′ 23″ O                                 | |
| Grube Neue Königin Charlotte, Oberer Stollen                                  | silberhaltiger Bleiglanz                | Hahnenkleer Gangzug                      |                                                    |         | Fiskus                                                |          | 1828                  | 51° 51′ 33″ N, 10° 20′ 56″ O                                 | |
| Grube Neue Königin Charlotte, Unterer Stollen                                 | silberhaltiger Bleiglanz                | Hahnenkleer Gangzug                      |                                                    |         |                                                       |          |                       | 51° 51′ 33″ N, 10° 20′ 54″ O                                 | |
| Grube Neuer Hermann                                                           | vermutlich silberhaltiger Bleiglanz     | Bockswieser Gangzug                      |                                                    |         | Gewerkschaft, Preussag AG Metall                      |          | 1693                  | 51° 50′ 48″ N, 10° 20′ 40″ O                                 | |
| Grube Neuer St. Edmund                                                        | kein Erzfund                            | Bockswieser Gangzug                      |                                                    |         |                                                       | 1718     | nach 1755             | 51° 50′ 28″ N, 10° 21′ 3″ O                                  | |
| Grube Neues Zellerfeld                                                        | silberhaltiger Bleiglanz                | Bockswieser Gangzug                      | 110 m                                              |         |                                                       | 1703     | 1745                  |                                                              | |
| Grube Prinzen (Bockswiese), Prinzner Rösche                                   | silberhaltiger Bleiglanz, Siderit       | Bockswieser Gangzug                      |                                                    |         | Fiskus, Gewerkschaft, Lehnschaft                      | 1691     | vor 1696              | 51° 50′ 36″ N, 10° 20′ 27″ O                                 | Um 1705 wurde die Grube in den Festenburg-Schulenberger Bereich verlegt.                                          |
| Grube Prinzen (Bockswiese), Prinzner Schacht (1)                              | silberhaltiger Bleiglanz, Siderit       | Bockswieser Gangzug                      | 40 m                                               |         | Gewerkschaft, Lehnschaft                              |          | 1705                  | 51° 50′ 37″ N, 10° 20′ 24″ O                                 | |
| Grube Prinzen (Bockswiese), Prinzner Schacht (2)                              | silberhaltiger Bleiglanz, Siderit       | Bockswieser Gangzug                      | 40 m                                               |         | Gewerkschaft, Lehnschaft                              |          | 1705                  | 51° 50′ 36″ N, 10° 20′ 27″ O                                 | |
| Grube Silberner Bock                                                          | silberhaltiger Bleiglanz                | Bockswieser Gangzug                      |                                                    |         | Gewerkschaft, Fiskus, Preussag AG Metall              | vor 1678 | 1692                  | 51° 50′ 51″ N, 10° 20′ 28″ O                                 | |
| Grube Silberner Bock, Rösche                                                  | silberhaltiger Bleiglanz                | Bockswieser Gangzug                      |                                                    |         | Gewerkschaft, Fiskus, Preussag AG Metall              |          | 1692                  | 51° 50′ 53″ N, 10° 20′ 28″ O                                 | |
| Grube Silberner Georg                                                         | silberhaltiger Bleiglanz                | Bockswieser Gangzug                      |                                                    |         |                                                       | 1692     | 1696                  |                                                              | |
| Grube Stadt Braunschweig                                                      | silberhaltiger Bleiglanz                | Bockswieser Gangzug                      |                                                    |         | Gewerkschaft                                          | vor 1673 | nach 1686             | 51° 50′ 53″ N, 10° 20′ 7″ O                                  | |
| Grube Theodora und Beständigkeit, Schacht St. Antonius                        | silberhaltiger Bleiglanz                | Hahnenkleer Gangzug                      |                                                    |         |                                                       |          |                       | 51° 51′ 43″ N, 10° 20′ 53″ O                                 | 1764 Erwähnung. Vorläufergruben: Aufrichtigkeit, Beständigkeit, Theodora.                                         |
| Grube Theodora und Beständigkeit, Schacht Unterer St. Edmund                  | silberhaltiger Bleiglanz                | Hahnenkleer Gangzug                      | 70 m                                               |         | Fiskus, Preussag AG Metall                            | 1620     | 1739                  | 51° 51′ 40″ N, 10° 20′ 13″ O                                 | |
| Grube Theodora und Beständigkeit, Theodora Gesamtschacht                      | silberhaltiger Bleiglanz                | Hahnenkleer Gangzug                      | 110 m                                              |         | Fiskus, Preussag AG Metall                            | 1739     | 1828                  | 51° 51′ 41″ N, 10° 20′ 17″ O                                 | |
| Grube Theodora und Beständigkeit, Theodora Hangendschacht                     | silberhaltiger Bleiglanz                | Hahnenkleer Gangzug                      | 90 m                                               |         | Fiskus, Preussag AG Metall                            | 1741     | 1828                  | 51° 51′ 39″ N, 10° 20′ 19″ O                                 | |
| Grube Theodora und Beständigkeit, Theodora und Aufrichtigkeiter Gesamtschacht | silberhaltiger Bleiglanz                | Hahnenkleer Gangzug                      | 42 m                                               |         |                                                       | 1741     | vor 1761              | 51° 51′ 41″ N, 10° 20′ 38″ O                                 | |
| Grube Treue Freundschaft, Suchort                                             | vermutlich silberhaltiger Bleiglanz     | Hahnenkleer Gangzug                      |                                                    |         |                                                       |          |                       | 51° 51′ 45″ N, 10° 20′ 54″ O                                 | |
| Grube Zellerfelder Hoffnung                                                   | silberhaltiger Bleiglanz                | Bockswieser Gangzug                      | 40 m                                               |         | Fiskus, Preussag AG Metall                            | 1716     | vor 1755              | 51° 50′ 32″ N, 10° 20′ 53″ O                                 | |
| Grube Zellerfelder Hoffnung, Lichtloch                                        | silberhaltiger Bleiglanz                | Bockswieser Gangzug                      |                                                    |         | Gewerkschaft, Fiskus, Preussag AG Metall              |          |                       | 51° 50′ 33″ N, 10° 20′ 52″ O                                 | |
| Grube Zellerfelder Hoffnung, Zellerfelder Hoffnungs-Richtschacht              | silberhaltiger Bleiglanz                | Bockswieser Gangzug                      |                                                    |         | Preussag AG Metall                                    | 1836     | vor 1856              | 51° 50′ 37″ N, 10° 20′ 52″ O                                 | Wegen Wasserhaltungsschwierigkeiten unvollendeter Untersuchungsschacht.                                           |
| Grumbacher Stollen                                                            |                                         | Bockswieser Gangzug                      | 62 m (Herzog Auguster Schacht)                     | 2.016 m | Fiskus, Preussag AG Metall                            |          |                       | 51° 51′ 3″ N, 10° 18′ 20″ O                                  | Wasserlösungsstollen, Bauzeit: 1719 bis 1730.                                                                     |
| Grumbacher Stollen, 1. Lichtloch                                              |                                         | Bockswieser Gangzug                      |                                                    |         | Fiskus, Preussag AG Metall                            |          | 1732                  | 51° 51′ 5″ N, 10° 18′ 26″ O                                  | |
| Grumbacher Stollen, 2. Lichtloch                                              |                                         | Bockswieser Gangzug                      |                                                    |         | Fiskus                                                |          | vor 1725              | 51° 51′ 0″ N, 10° 19′ 2″ O                                   | |
| Grumbacher Stollen, 3. Lichtloch                                              |                                         | Bockswieser Gangzug                      |                                                    |         | Fiskus                                                |          | 1931                  | 51° 50′ 59″ N, 10° 19′ 13″ O                                 | |
| Grumbacher Stollen, Lichtloch                                                 |                                         | Bockswieser Gangzug                      |                                                    |         | Fiskus                                                |          | 1725                  | 51° 51′ 3″ N, 10° 18′ 21″ O                                  | |
| Grumbacher, Stollen, Neuer Lichtschacht                                       |                                         | Bockswieser Gangzug                      |                                                    |         | Fiskus                                                |          | 1932                  | 51° 50′ 59″ N, 10° 18′ 58″ O                                 | |
| Grumbacher, Stollen, Obere Rösche                                             |                                         | Bockswieser Gangzug                      |                                                    |         | Fiskus                                                |          | 1730                  | 51° 50′ 56″ N, 10° 18′ 44″ O                                 | |
| Hahnenkleer Stollen                                                           | silberhaltiger Bleiglanz                | Hahnenkleer Gangzug                      | 42 m (Theodora und Aufrichtigkeiter Gesamtschacht) | 1112 m  |                                                       |          |                       | 51° 51′ 45″ N, 10° 20′ 54″ O                                 | Wasserlösungsstollen. Bauzeit: 1548 bis 1680                                                                      |
| Haus Schulenberger Suchort                                                    | silberhaltiger Bleiglanz                | Bockswieser Gangzug                      |                                                    |         | Preussag AG Metall                                    |          | 1931                  | 51° 50′ 52″ N, 10° 19′ 41″ O                                 | → Grube Bockswiese.                                                                                               |
| Herzog-Georg-Wilhelm-Stollen, 1. Lichtloch                                    | vermutlich silberhaltiger Bleiglanz     | Bockswieser Gangzug                      |                                                    |         | Gewerkschaft, Fiskus, Preussag AG Metall              | vor 1760 | nach 1770             | 51° 50′ 54″ N, 10° 20′ 5″ O                                  | |
| Herzog-Georg-Wilhelm-Stollen, 2. Lichtloch                                    | vermutlich silberhaltiger Bleiglanz     | Bockswieser Gangzug                      |                                                    |         | Gewerkschaft                                          |          |                       | 51° 50′ 53″ N, 10° 20′ 8″ O                                  | |
| Herzog-Georg-Wilhelm-Stollen, 3. Lichtloch                                    | vermutlich silberhaltiger Bleiglanz     | Bockswieser Gangzug                      |                                                    |         | Gewerkschaft, Fiskus, Preussag AG Metall              |          |                       | 51° 50′ 53″ N, 10° 20′ 11″ O                                 | |
| Herzog-Georg-Wilhelm-Stollen, 4. Lichtloch                                    | vermutlich silberhaltiger Bleiglanz     | Bockswieser Gangzug                      |                                                    |         | Gewerkschaft, Fiskus, Preussag AG Metall              |          |                       | 51° 50′ 52″ N, 10° 20′ 14″ O                                 | |
| Herzog-Georg-Wilhelm-Stollen, 5. Lichtloch                                    | vermutlich silberhaltiger Bleiglanz     | Bockswieser Gangzug                      |                                                    |         | Gewerkschaft, Fiskus, Preussag AG Metall              |          |                       | 51° 50′ 52″ N, 10° 20′ 22″ O                                 | |
| Herzog-Georg-Wilhelm-Stollen, 6. Lichtloch                                    | vermutlich silberhaltiger Bleiglanz     | Bockswieser Gangzug                      |                                                    |         | Gewerkschaft, Fiskus, Preussag AG Metall              |          |                       | 51° 50′ 52″ N, 10° 20′ 26″ O                                 | |
| Herzog-Georg-Wilhelm-Stollen, Steinernes oder 7. Lichtloch                    | silberhaltiger Bleiglanz                | Bockswieser Gangzug                      |                                                    |         | Gewerkschaft, Preussag AG Metall                      |          |                       | 51° 50′ 48″ N, 10° 20′ 39″ O                                 | |
| Lautenthaler Hoffnungsstollen                                                 |                                         | Hahnenkleer Gangzug, Bockswieser Gangzug | 158 m (Theodora Gesamtschacht)                     | 4.000 m | Preussag AG Metall                                    |          | 1932                  | 51° 51′ 41″ N, 10° 18′ 24″ O                                 | Wasserlösungsstollen, Mundloch in Lautenthal, Bauzeit: 1745 bis 1799, heute Trinkwassergewinnung.                 |
| Lautenthaler Hoffnungsstollen, 1. Lichtloch                                   |                                         | Hahnenkleer Gangzug, Bockswieser Gangzug |                                                    |         | Fiskus, Preussag AG Metall                            |          | 1783                  | 51° 51′ 38″ N, 10° 18′ 50″ O                                 | |
| Lautenthaler Hoffnungsstollen, 3. Lichtloch                                   |                                         | Hahnenkleer Gangzug, Bockswieser Gangzug |                                                    |         | Preussag AG Metall                                    |          |                       | 51° 51′ 13″ N, 10° 19′ 24″ O                                 | |
| Lautenthaler Hoffnungsstollen, Tagesrösche                                    |                                         | Hahnenkleer Gangzug, Bockswieser Gangzug |                                                    |         | Preussag AG Metall                                    |          | 1756                  | 51° 51′ 5″ N, 10° 19′ 27″ O                                  | |
| Lichtloch auf dem Pisstaler Gang                                              | vermutlich silberhaltiger Bleiglanz     | Bockswieser Gangzug                      |                                                    |         |                                                       |          |                       | 51° 50′ 27″ N, 10° 21′ 4″ O                                  | |
| Neuer Zellerfelder Gesellschafter Schacht                                     | silberhaltiger Bleiglanz                | Bockswieser Gangzug                      | 200 m                                              |         | Gewerkschaft, Fiskus, Preussag AG Metall              | 1718     | nach 1745             | 51° 50′ 41″ N, 10° 20′ 29″ O                                 | Gemeinsamer Schacht der Gruben Neue Gesellschaft und Neues Zellerfeld.                                            |
| Pinge (1)                                                                     | vermutlich silberhaltiger Bleiglanz     | Bockswieser Gangzug                      |                                                    |         | Fiskus                                                |          | um 1720               | 51° 50′ 59″ N, 10° 19′ 4″ O                                  | |
| Pinge (2)                                                                     | vermutlich silberhaltiger Bleiglanz     | Bockswieser Gangzug                      |                                                    |         | Lehnschaft                                            |          |                       | 51° 50′ 33″ N, 10° 20′ 32″ O                                 | |
| Pinge (3)                                                                     | vermutlich silberhaltiger Bleiglanz     | Bockswieser Gangzug                      |                                                    |         |                                                       |          |                       | 51° 50′ 33″ N, 10° 21′ 25″ O                                 | |
| Pinge (4)                                                                     | vermutlich silberhaltiger Bleiglanz     | Hahnenkleer Gangzug                      |                                                    |         | Lehnschaft                                            |          |                       | 51° 51′ 40″ N, 10° 20′ 4″ O                                  | |
| Pinge (5)                                                                     | vermutlich silberhaltiger Bleiglanz     | Hahnenkleer Gangzug                      |                                                    |         | Lehnschaft                                            |          |                       | 51° 51′ 41″ N, 10° 20′ 5″ O                                  | |
| Pinge (6)                                                                     | vermutlich silberhaltiger Bleiglanz     | Hahnenkleer Gangzug                      |                                                    |         | Lehnschaft                                            |          |                       | 51° 51′ 41″ N, 10° 20′ 6″ O                                  | |
| Pinge (7)                                                                     | vermutlich silberhaltiger Bleiglanz     | Hahnenkleer Gangzug                      |                                                    |         |                                                       |          |                       | 51° 51′ 42″ N, 10° 20′ 41″ O                                 | |
| Pinge (8)                                                                     | vermutlich silberhaltiger Bleiglanz     | Hahnenkleer Gangzug                      |                                                    |         |                                                       |          |                       | 51° 51′ 42″ N, 10° 21′ 18″ O                                 | |
| Pinge (9)                                                                     | vermutlich silberhaltiger Bleiglanz     | Hahnenkleer Gangzug                      |                                                    |         |                                                       |          |                       | 51° 51′ 43″ N, 10° 21′ 19″ O                                 | |
| Pinge (10)                                                                    | vermutlich silberhaltiger Bleiglanz     | Bockswieser Gangzug                      |                                                    |         | Gesellschaft                                          |          |                       | 51° 50′ 54″ N, 10° 20′ 35″ O                                 | |
| Pinge (11)                                                                    | vermutlich silberhaltiger Bleiglanz     | Bockswieser Gangzug                      |                                                    |         |                                                       |          |                       | 51° 50′ 45″ N, 10° 20′ 47″ O                                 | |
| Pinge (12)                                                                    | vermutlich silberhaltiger Bleiglanz     | Bockswieser Gangzug                      |                                                    |         |                                                       |          |                       | 51° 50′ 45″ N, 10° 20′ 47″ O                                 | |
| Pinge (13)                                                                    | vermutlich silberhaltiger Bleiglanz     | Bockswieser Gangzug                      |                                                    |         |                                                       |          |                       | 51° 50′ 45″ N, 10° 20′ 49″ O                                 | |
| Pingen auf dem Hahnenkleer Zug (1)                                            | vermutlich silberhaltiger Bleiglanz     | Hahnenkleer Gangzug                      |                                                    |         |                                                       |          |                       | 51° 51′ 40″ N, 10° 20′ 24″ O                                 | |
| Pingen auf dem Hahnenkleer Zug (2)                                            | vermutlich silberhaltiger Bleiglanz     | Hahnenkleer Gangzug                      |                                                    |         |                                                       |          |                       | 51° 51′ 39″ N, 10° 20′ 25″ O                                 | |
| Pinge auf dem Herzog-Georg-Wilhelmer Gang (1)                                 | vermutlich silberhaltiger Bleiglanz     | Bockswieser Gangzug                      |                                                    |         | Lehnschaft                                            |          | Mitte 17. Jahrhundert | 51° 50′ 52″ N, 10° 20′ 17″ O                                 | |
| Pinge auf dem Herzog-Georg-Wilhelmer Gang (2)                                 | vermutlich silberhaltiger Bleiglanz     | Bockswieser Gangzug                      |                                                    |         | Lehnschaft                                            |          | Mitte 17. Jahrhundert | 51° 50′ 52″ N, 10° 20′ 19″ O                                 | |
| Pingenzug (Oberflächennahe Gangaufschlüsse)                                   | vermutlich silberhaltiger Bleiglanz     | Bockswieser Gangzug                      |                                                    |         |                                                       |          |                       | 51° 50′ 56″ N, 10° 20′ 25″ O                                 | |
| Rösche                                                                        | vermutlich silberhaltiger Bleiglanz     | Bockswieser Gangzug                      |                                                    |         | Lehnschaft                                            |          | 1931                  | 51° 50′ 55″ N, 10° 19′ 1″ O                                  | |
| Rösche auf den Pisstaler Gängen                                               | vermutlich silberhaltiger Bleiglanz     | Bockswieser Gangzug                      |                                                    |         |                                                       |          |                       | 51° 50′ 26″ N, 10° 21′ 2″ O                                  | |
| Röschenort                                                                    | vermutlich silberhaltiger Bleiglanz     | Hahnenkleer Gangzug (Morgenröther Gang)  |                                                    |         | Lehnschaft                                            |          |                       | 51° 51′ 13″ N, 10° 22′ 15″ O                                 | |
| Schacht (1)                                                                   | silberhaltiger Bleiglanz                | Bockswieser Gangzug                      |                                                    |         | Fiskus, Preussag AG Metall                            |          |                       | 51° 50′ 56″ N, 10° 19′ 51″ O                                 | → Grube Bockswiese.                                                                                               |
| Schacht (2)                                                                   | vermutlich silberhaltiger Bleiglanz     | Bockswieser Gangzug                      |                                                    |         | Gewerkschaft                                          |          | 1690                  | 51° 50′ 59″ N, 10° 19′ 21″ O                                 | |
| Schacht (3)                                                                   | vermutlich silberhaltiger Bleiglanz     | Hahnenkleer Gangzug                      |                                                    |         |                                                       |          | 1828                  | 51° 51′ 40″ N, 10° 20′ 30″ O                                 | |
| Schacht (4)                                                                   | vermutlich silberhaltiger Bleiglanz     | Hahnenkleer Gangzug                      |                                                    |         |                                                       |          | 1828                  | 51° 51′ 42″ N, 10° 20′ 46″ O                                 | |
| Schacht (5)                                                                   | vermutlich silberhaltiger Bleiglanz     | Hahnenkleer Gangzug                      |                                                    |         |                                                       |          |                       | 51° 51′ 43″ N, 10° 21′ 20″ O                                 | |
| Schacht (6)                                                                   | vermutlich silberhaltiger Bleiglanz     | Hahnenkleer Gangzug                      |                                                    |         |                                                       |          |                       | 51° 51′ 43″ N, 10° 21′ 24″ O                                 | |
| Schacht Drei Bären                                                            |                                         |                                          |                                                    |         | Fiskus                                                |          | 1748                  | 51° 50′ 26″ N, 10° 19′ 27″ O                                 | |
| Schacht Haus Braunschweig                                                     |                                         | Bockswieser Gangzug                      |                                                    |         |                                                       |          |                       |                                                              | |
| Schurfschacht                                                                 | vermutlich silberhaltiger Bleiglanz     | Bockswieser Gangzug                      |                                                    |         | Gewerkschaft                                          |          | vor 1680              | 51° 50′ 57″ N, 10° 19′ 26″ O                                 | |
| Schurfstollen                                                                 | vermutlich silberhaltiger Bleiglanz     | Bockswieser Gangzug                      |                                                    |         | Preussag AG Metall                                    |          |                       | 51° 50′ 36″ N, 10° 20′ 49″ O                                 | |
| Stollen (1)                                                                   |                                         | Bockswieser Gangzug                      |                                                    |         | Fiskus                                                |          | 1725                  | 51° 51′ 20″ N, 10° 18′ 30″ O                                 | |
| Stollen (2)                                                                   |                                         |                                          |                                                    |         | Lehnschaft                                            |          |                       | 51° 50′ 8″ N, 10° 20′ 19″ O                                  | |
| Stollen (3)                                                                   | vermutlich silberhaltiger Bleiglanz     | Hahnenkleer Gangzug                      |                                                    |         | Fiskus                                                |          |                       | 51° 51′ 58″ N, 10° 20′ 40″ O                                 | |
| Stollen (4)                                                                   | vermutlich silberhaltiger Bleiglanz     | Hahnenkleer Gangzug                      |                                                    |         |                                                       |          |                       | 51° 51′ 42″ N, 10° 20′ 57″ O                                 | |
| Stollen (5)                                                                   | vermutlich silberhaltiger Bleiglanz     | Hahnenkleer Gangzug                      |                                                    |         |                                                       |          |                       | 51° 51′ 40″ N, 10° 21′ 9″ O                                  | |
| Stollen (Eisensteingewinnung)                                                 | vermutlich Limonit oder Siderit         | Bockswieser Gangzug                      |                                                    |         | Lehnschaft                                            |          |                       | 51° 50′ 50″ N, 10° 20′ 55″ O                                 | |
| Stollenpinge (1)                                                              | vermutlich silberhaltiger Bleiglanz     | Hahnenkleer Gangzug                      |                                                    |         |                                                       |          |                       | 51° 51′ 43″ N, 10° 21′ 26″ O                                 | |
| Stollenpinge (2)                                                              | vermutlich silberhaltiger Bleiglanz     | Hahnenkleer Gangzug                      |                                                    |         |                                                       |          |                       | 51° 51′ 43″ N, 10° 21′ 28″ O                                 | |
| Stollenrösche                                                                 | vermutlich silberhaltiger Bleiglanz     | Hahnenkleer Gangzug                      |                                                    |         |                                                       |          |                       | 51° 51′ 53″ N, 10° 20′ 56″ O                                 | |
| Stollen (Seitentrum zum Herzog-Georg-Wilhelmer Gang)                          | vermutlich silberhaltiger Bleiglanz     | Bockswieser Gangzug                      |                                                    |         |                                                       |          |                       | 51° 50′ 55″ N, 10° 20′ 28″ O                                 | |
| Tage-Richtschacht                                                             | vermutlich silberhaltiger Bleiglanz     | Bockswieser Gangzug                      |                                                    |         | Fiskus, Preussag AG Metall                            |          | 1931                  | 51° 50′ 51″ N, 10° 20′ 4″ O                                  | |
| Turbinenschächtchen                                                           |                                         | Bockswieser Gangzug                      |                                                    |         | Fiskus, Preussag AG Metall                            |          | 1931                  | 51° 50′ 52″ N, 10° 19′ 58″ O                                 | → Grube Bockswiese.                                                                                               |
| Versuchsbaue im Gangzug, Schacht                                              | vermutlich silberhaltiger Bleiglanz     | Hahnenkleer Gangzug                      |                                                    |         |                                                       |          | 1828                  | 51° 51′ 41″ N, 10° 21′ 10″ O                                 | |

## Nutzung dieser Liste offline
Zur mobilen und offline Nutzung können alle Koordinaten als KML-Datei, bzw. als GPX-Datei heruntergeladen werden.